# Duitsland op het Europees kampioenschap voetbal 2012
Duitsland was een van de deelnemende landen aan het Europees kampioenschap voetbal 2012 in Polen en Oekraïne. Het was de tiende deelname voor het land. Op het vorige EK in Zwitserland en Oostenrijk (in 2008) werd Duitsland in de finale uitgeschakeld door Spanje. De bondscoach gedurende het EK is Joachim Löw. Op 6 juni 2012 stond Duitsland op de 3e plaats op de FIFA-wereldranglijst, achter Uruguay.

## Kwalificatie
Duitsland was een van de 51 leden van de UEFA die zich inschreef voor de kwalificatie voor het EK 2012. Twee van die leden, Polen en Oekraïne, waren als organiserende landen al geplaatst. Duitsland werd als groepshoofd ingedeeld in groep A, samen met Turkije (uit pot 2), Oostenrijks (uit pot 3), België (uit pot 4), Kazachstan (uit pot 5) en Azerbeidzjan (uit pot 6). De nummers 1 en 2 uit elke poule kwalificeerde zich direct voor het Europees kampioenschap.
Duitsland speelde tien kwalificatiewedstrijden, tegen elke tegenstander twee. In deze reeks scoorde het elftal 34 doelpunten en kreeg 7 tegendoelpunten. Er werd geen enkele wedstrijd verloren. Miroslav Klose eindigde als topscorer in de reeks kwalificatiewedstrijden met 9 doelpunten.

### Kwalificatieduels
| 3 september 2010 | België       | 0 - 1 | Duitsland    |
| 7 september 2010 | Duitsland    | 6 - 1 | Azerbeidzjan |
| 8 oktober 2010   | Duitsland    | 3 - 0 | Turkije      |
| 12 november 2010 | Kazachstan   | 0 - 3 | Duitsland    |
| 26 maart 2011    | Duitsland    | 4 - 0 | Kazachstan   |
| 3 juni 2011      | Oostenrijk   | 1 - 2 | Duitsland    |
| 7 juni 2011      | Azerbeidzjan | 1 - 3 | Duitsland    |
| 2 september 2011 | Duitsland    | 6 - 2 | Oostenrijk   |
| 7 oktober 2011   | Turkije      | 1 - 3 | Duitsland    |
| 11 oktober 2011  | Duitsland    | 3 - 1 | België       |

### Eindstand
| Land         | Wed | Win | Gel | Ver | DV | DT | +/- | Pnt |
| ------------ | --- | --- | --- | --- | -- | -- | --- | --- |
| Duitsland    | 10  | 10  | 0   | 0   | 34 | 7  | +27 | 30  |
| Turkije      | 10  | 5   | 2   | 3   | 12 | 11 | +1  | 17  |
| België       | 10  | 4   | 3   | 3   | 21 | 15 | +6  | 15  |
| Oostenrijk   | 10  | 3   | 3   | 4   | 16 | 17 | -1  | 12  |
| Azerbeidzjan | 10  | 2   | 1   | 7   | 10 | 26 | -16 | 7   |
| Kazachstan   | 10  | 1   | 1   | 8   | 6  | 24 | -18 | 4   |

## Wedstrijden op het Europees kampioenschap
Duitsland werd bij de loting op 2 december 2011 ingedeeld in Groep B. Aan deze groep werden vóór Duitsland aartsrivaal Nederland, Denemarken en Portugal toegevoegd. De groep wordt door deze sterke loting de "Groep des Doods" genoemd. Bondscoach Joachim Löw vond de loting ongunstig en de poule zwaar, net als bondscoach van Nederland Bert van Marwijk, van Portugal, Paulo Bento en van Denemarken, Morten Olsen.

### Groep B
| Land       | Wed | Win | Gel | Ver | DV | DT | +/- | Pnt |
| ---------- | --- | --- | --- | --- | -- | -- | --- | --- |
| Duitsland  | 3   | 3   | 0   | 0   | 5  | 2  | +3  | 9   |
| Portugal   | 3   | 2   | 0   | 1   | 5  | 4  | +1  | 6   |
| Denemarken | 3   | 1   | 0   | 2   | 4  | 5  | -1  | 3   |
| Nederland  | 3   | 0   | 0   | 3   | 2  | 5  | -3  | 0   |

|                        |           |       |          |                                                  |
| 9 juni 2012 21.45 OEZT | Duitsland | 1 – 0 | Portugal | Arena Lviv, Lviv Scheidsrechter: Stéphane Lannoy |
| 9 juni 2012 21.45 OEZT | Gómez 72' |       |          | Arena Lviv, Lviv Scheidsrechter: Stéphane Lannoy |

|                         |                |       |                |                                                         |
| 13 juni 2012 21.45 OEZT | Nederland      | 1 – 2 | Duitsland      | Metaliststadion, Charkov Scheidsrechter: Jonas Eriksson |
| 13 juni 2012 21.45 OEZT | Van Persie 73' |       | 24', 38' Gómez | Metaliststadion, Charkov Scheidsrechter: Jonas Eriksson |

|                         |                 |       |                         |                                                 |
| 17 juni 2012 21.45 OEZT | Denemarken      | 1 – 2 | Duitsland               | Arena Lviv, Lviv Scheidsrechter: Carlos Velasco |
| 17 juni 2012 21.45 OEZT | Krohn-Dehli 24' |       | 19' Podolski 80' Bender | Arena Lviv, Lviv Scheidsrechter: Carlos Velasco |

### Kwartfinale
|                         |                                         |       |                                   |                                                        |
| 22 juni 2012 20.45 MEZT | Duitsland                               | 4 – 2 | Griekenland                       | PGE Arena Gdańsk, Gdańsk Scheidsrechter: Damir Skomina |
| 22 juni 2012 20.45 MEZT | Lahm 39' Khedira 61' Klose 68' Reus 74' |       | 55' Samaras 89' (pen.) Salpigidis | PGE Arena Gdańsk, Gdańsk Scheidsrechter: Damir Skomina |

### Halve finale
|                         |                   |       |                    |                                                             |
| 28 juni 2012 20.45 MEZT | Duitsland         | 1 – 2 | Italië             | Nationaal Stadion, Warschau Scheidsrechter: Stéphane Lannoy |
| 28 juni 2012 20.45 MEZT | Özil 90+2' (pen.) |       | 20', 36' Balotelli | Nationaal Stadion, Warschau Scheidsrechter: Stéphane Lannoy |

## Selectie
Bondscoach Löw maakte zijn voorselectie bekend op 7 mei 2012. Op 28 mei maakte hij zijn definitieve selectie bekend.
| No. | Naam                   | Club                     | Positie      | W |   |   | D | A |   |   |   |
| --- | ---------------------- | ------------------------ | ------------ | - | - | - | - | - | - | - | - |
| 1   | Manuel Neuer           | FC Bayern München        | Doelman      | 5 | 0 | 0 | 0 | 0 | 0 | 0 | 0 |
| 12  | Tim Wiese              | Werder Bremen            | Doelman      | 0 | 0 | 0 | 0 | 0 | 0 | 0 | 0 |
| 22  | Ron-Robert Zieler      | Hannover 96              | Doelman      | 0 | 0 | 0 | 0 | 0 | 0 | 0 | 0 |
| 2   | Ilkay Gündogan         | Borussia Dortmund        | Middenvelder | 0 | 0 | 0 | 0 | 0 | 0 | 0 | 0 |
| 3   | Marcel Schmelzer       | Borussia Dortmund        | Verdediger   | 0 | 0 | 0 | 0 | 0 | 0 | 0 | 0 |
| 4   | Benedikt Höwedes       | FC Schalke 04            | Verdediger   | 0 | 0 | 0 | 0 | 0 | 0 | 0 | 0 |
| 5   | Mats Hummels           | Borussia Dortmund        | Verdediger   | 5 | 0 | 0 | 0 | 0 | 1 | 0 | 0 |
| 6   | Sami Khedira           | Real Madrid CF           | Middenvelder | 5 | 0 | 0 | 1 | 1 | 0 | 0 | 0 |
| 7   | Bastian Schweinsteiger | FC Bayern München        | Middenvelder | 5 | 0 | 0 | 0 | 2 | 0 | 0 | 0 |
| 8   | Mesut Özil             | Real Madrid CF           | Middenvelder | 5 | 0 | 2 | 1 | 3 | 0 | 0 | 0 |
| 9   | André Schürrle         | Bayer 04 Leverkusen      | Aanvaller    | 2 | 1 | 1 | 0 | 0 | 0 | 0 | 0 |
| 10  | Lukas Podolski         | 1. FC Köln               | Aanvaller    | 4 | 0 | 2 | 1 | 0 | 0 | 0 | 0 |
| 11  | Miroslav Klose         | SS Lazio                 | Aanvaller    | 5 | 4 | 1 | 1 | 1 | 0 | 0 | 0 |
| 13  | Thomas Müller          | FC Bayern München        | Middenvelder | 5 | 2 | 3 | 0 | 1 | 0 | 0 | 0 |
| 14  | Holger Badstuber       | FC Bayern München        | Verdediger   | 5 | 0 | 0 | 0 | 0 | 1 | 0 | 0 |
| 15  | Lars Bender            | Bayer 04 Leverkusen      | Middenvelder | 3 | 2 | 0 | 1 | 0 | 0 | 0 | 0 |
| 16  | Philipp Lahm           | FC Bayern München        | Verdediger   | 5 | 0 | 0 | 1 | 0 | 0 | 0 | 0 |
| 17  | Per Mertesacker        | Arsenal FC               | Verdediger   | 0 | 0 | 0 | 0 | 0 | 0 | 0 | 0 |
| 18  | Toni Kroos             | FC Bayern München        | Middenvelder | 4 | 3 | 0 | 0 | 0 | 0 | 0 | 0 |
| 19  | Mario Götze            | Borussia Dortmund        | Middenvelder | 1 | 1 | 0 | 0 | 0 | 0 | 0 | 0 |
| 20  | Jérôme Boateng         | FC Bayern München        | Verdediger   | 4 | 0 | 1 | 0 | 1 | 2 | 0 | 0 |
| 21  | Marco Reus             | Borussia Mönchengladbach | Middenvelder | 2 | 1 | 1 | 1 | 0 | 0 | 0 | 0 |
| 23  | Mario Gómez            | FC Bayern München        | Aanvaller    | 5 | 1 | 4 | 3 | 0 | 0 | 0 | 0 |

| W | Wedstrijden        |
|   | Invalbeurten       |
|   | Gewisseld          |
| D | Doelpunten         |
| A | Assists/Voorzetten |
|   | Gele kaarten       |
|   | 2 x geel = rood    |
|   | Rode kaarten       |

Groep A:  Polen ·  Griekenland ·  Rusland ·  Tsjechië
Groep B:  Nederland ·  Duitsland ·  Portugal ·  Denemarken
Groep C:  Spanje ·  Italië ·  Kroatië ·  Ierland
Groep D:  Oekraïne ·  Zweden ·  Frankrijk ·  Engeland
DFB · A-internationals · Bondscoaches · Duits vrouwenelftal · Olympisch elftal · Duitsland U21 · Duitsland U20 · Duitsland U19 · Duitsland U18 · Duitsland U17 · Duitsland U16 · Vrouwen U17
1905 – 1919 · 
1920 – 1929 · 
1930 – 1939 · 
1940 – 1949 · 
1950 – 1959 · 
1960 – 1969 · 
1970 – 1979 · 
1980 – 1989 · 
1990 – 1999 · 
2000 – 2009 · 
2010 – 2019 · 
2020 – 2029
EK's: 1972 · 
1976 · 
1980 · 
1984 · 
1988 · 
1992 · 
1996 · 
2000 · 
2004 · 
2008 · 
2012 · 
2016 · 
2020 · 
2024
CC: 1999 · 
2005 · 
2017
WK's: 1934 ·
1938 · 
1954 · 
1958 · 
1962 · 
1966 · 
1970 · 
1974 · 
1978 · 
1982 · 
1986 · 
1990 · 
1994 · 
1998 · 
2002 · 
2006 · 
2010 · 
2014 · 
2018 · 
2022
OS: 1912 ·
1928 ·
1936 ·
2016 ·
2020
Albanië ·
Algerije ·
Argentinië ·
Armenië ·
Australië ·
Azerbeidzjan ·
België ·
Bohemen en Moravië ·
Bolivia ·
Bosnië en Herzegovina ·
Brazilië ·
Bulgarije ·
Canada ·
Chili ·
China ·
Colombia ·
Costa Rica ·
Cyprus ·
DDR ·
Denemarken ·
Ecuador ·
Egypte ·
Engeland ·
Estland ·
Faeröer ·
Finland ·
Frankrijk ·
Georgië ·
Ghana ·
Gibraltar ·
GOS ·
Griekenland ·
Hongarije ·
Ierland ·
IJsland ·
Iran ·
Israël ·
Italië ·
Ivoorkust ·
Japan ·
Joegoslavië ·
Kameroen ·
Kazachstan ·
Koeweit ·
Kroatië ·
Letland ·
Liechtenstein ·
Litouwen ·
Luxemburg ·
Malta ·
Marokko ·
Mexico ·
Moldavië ·
Nederland ·
Nieuw-Zeeland ·
Nigeria ·
Noord-Ierland ·
Noord-Macedonië ·
Noorwegen ·
Oekraïne ·
Oman ·
Oostenrijk ·
Paraguay ·
Peru ·
Polen ·
Portugal ·
Roemenië ·
Rusland ·
Saarland ·
San Marino ·
Saoedi-Arabië ·
Schotland ·
Servië ·
Servië en Montenegro · 
Slovenië ·
Slowakije ·
Sovjet-Unie ·
Spanje ·
Thailand ·
Tsjechië ·
Tsjecho-Slowakije ·
Tunesië ·
Turkije ·
Uruguay ·
Verenigde Arabische Emiraten ·
Verenigde Staten ·
Wales ·
Wit-Rusland ·
Zuid-Afrika ·
Zuid-Korea ·
Zweden ·
Zwitserland
Algerije (1982) · 
Algerije (2014) · 
Argentinië (1986) ·
Argentinië (1990) ·
Argentinië (2006) ·
Argentinië (2014) · 
Australië (2010) ·
België (1980) · 
Brazilië (2002) ·
Brazilië (2014) · 
Chili (1982) ·
Costa Rica (2006) ·
Denemarken (1992) ·
Denemarken (2012) · 
Ecuador (2006) ·
Engeland (1966) ·
Engeland (1982) ·
Engeland (2010) ·
Engeland (2021) ·
Frankrijk (2014) · 
Frankrijk (2021) · 
Ghana (2014) ·
Griekenland (2012) · 
Hongarije (1954, 2) ·
Hongarije (2021) ·
Italië (1982) ·
Italië (2006) ·
Italië (2012) · 
Japan (2022) · 
Kroatië (2008) ·
Mexico (2018) ·
Nederland (1974) ·
Nederland (2012) ·
Oekraïne (2016) ·
Oostenrijk (1982) ·
Oostenrijk (2008) ·
Polen (2006) ·
Polen (2008) ·
Polen (2016) ·
Portugal (2006) ·
Portugal (2008) ·
Portugal (2012) ·
Portugal (2014) ·
Portugal (2021) ·
Servië (2010) ·
Sovjet-Unie (1972) · 
Spanje (1982) ·
Spanje (2008) ·
Spanje (2022) ·
Tsjechië (1996, 2) · 
Tsjecho-Slowakije (1976) ·
Turkije (2008) ·
Verenigde Staten (2014) ·
Zuid-Korea (2018) ·
Zweden (2006)